# NGC 2337
NGC 2337 je galaksija u zviježđu Risu.

## Vanjske poveznice
- SEDS: NGC 2337